# Philippe Lamine
Philippe Lamine (né le 4 octobre 1976 à Lyon) est un athlète français, spécialiste du 110 mètres haies.

## Biographie
Il est sacré champion de France en salle du 60 mètres haies en 1997 et 2001.
Il se classe 4e du 110 m haies lors des Universiades d'été de 2003
Il atteint les demi-finales du 60 m haies lors des championnats du monde d'athlétisme en salle 1997.